# Dryas Antiguo
El Dryas Antiguo o Dryas II (en inglés, Older Dryas) fue un período estadial (frío) entre las interestadiales de Bølling y Allerød (fases más cálidas), aproximadamente 14,000 años AP), hacia el final del Pleistoceno. Su duración no está bien definida, con estimaciones que varían entre 400  y 200 años. Se trata, así, de una pulsación de períodos cálido-frío-cálido muy rápida. En las regiones donde no se ha detectado el Dryas Antiguo, estos interestadiales se agrupan como período Bølling-Allerød. 
El calentamiento gradual desde el Último Máximo Glacial (27.000 a 24.000 años AP) ha sido interrumpido por dos períodos fríos: el Dryas Más Antiguo y el Dryas Reciente (c. 12.900-11.650 AP). En el norte de Escocia, los glaciares fueron más gruesos y profundos durante el Dryas Antiguo que en el Dryas Reciente posterior, y no hay evidencia de ocupación humana en Gran Bretaña. En el noroeste de Europa hubo también un anterior Dryas Más Antiguo. Los Dryas llevan el nombre de un género indicador de plantas árticas y alpinas, Dryas, cuyos restos fósiles se encuentran en concentraciones más altas en depósitos de períodos más fríos.
El Dryas Antiguo fue un período Blytt-Sernander frío y seco variable, observado en evidencias climatológicas en solo algunas regiones, dependiendo de la latitud. En regiones en las que no se ha observado, el Bølling-Allerød se considera un solo período interestadial. La evidencia del Dryas Antiguo es más fuerte en el norte de Eurasia, particularmente en partes del norte de Europa, aproximadamente equivalente a la zona de polen Ic.

## Datación
En el registro de isótopos de oxígeno de Groenlandia, el Dryas Antiguo aparece como un pico descendente que establece una pequeña brecha (gap) de baja intensidad entre el Bølling y el Allerød. Esa configuración presenta una dificultad para estimar su tiempo, ya que es más un punto que un segmento. El segmento es lo suficientemente pequeño como para escapar de la resolución de la mayoría de las series de carbono 14, ya que los puntos no están lo suficientemente cerca como para encontrar el segmento.
Un enfoque al problema asigna un punto y luego elige un segmento arbitrario. El Dryas Antiguo a veces se considera 'centrado' cerca de 14.100 AP con 100 a 150 años de duración 'a' 14.250 AP. Un segundo enfoque con el carbono-14 u otras dataciones, las más cercanas posible al final de Bølling y el comienzo de Allerød y luego selecciona los puntos finales basados en ellos: por ejemplo, 14.000-13.700 AP.
El mejor enfoque intenta incluir el Dryas Antiguo en una secuencia de puntos lo más cercano posible (alta resolución) o dentro de un evento conocido. Por ejemplo, el polen de la isla de Hokkaidō, Japón, registra un pico de polen Larix y una disminución de Sphagnum correspondiente a 14.600-13.700 AP. En el Mar Blanco, se produjo un enfriamiento en 14.700-13.400/13.000, lo que resulta en un nuevo avance glaciar en el Allerød inicial. En Canadá, la fase del lago Shulie, da un nuevo adelanto de 14.000-13.500 AP. Por otro lado, la cronología de las varvas en el sur de Suecia indica un rango de 14.050-13.900 AP. Capturar el Dryas Antiguo por alta resolución sigue siendo de gran interés para los climatólogos.

## Descripción
El norte de Europa ofreció una alternancia de ambientes de estepa y tundra dependiendo de la línea de permafrost y la latitud. En regiones más húmedas, alrededor de lagos y arroyos, había matorrales de abedul enano, sauce, espino amarillo y enebro. En los valles y tierras altas de los ríos, al sur, había bosques abiertos de abedules.
Los primeros árboles, abedules y pinos, se habían extendido al norte de Europa 500 años antes. Durante el Dryas Antiguo, el glaciar volvió a avanzar y los árboles se retiraron hacia el sur, para ser reemplazados por una mezcla de pastizales y especies alpinas de clima frío. El bioma ha sido llamado 'tundra de parque', 'tundra ártica', 'vegetación pionera ártica' o 'bosques de abedules'. Es ahora donde se produce la transición entre la taiga y la tundra en Siberia. Luego, se extendió desde Siberia a Gran Bretaña, en una expansión más o menos sin interrupciones.
Al noroeste estaba el lago glacial báltico, truncado por el borde del glaciar. Las especies tenían acceso a Dinamarca y al sur de Suecia. La mayor parte de Finlandia y los países bálticos estuvieron bajo el hielo o el lago durante la mayor parte del período. El norte de Escandinavia estaba glaciado. Entre Gran Bretaña y la Europa continental había colinas ondulantes prolíficamente pobladas de animales. Miles de especímenes y cientos de toneladas de huesos, se han recuperado del fondo del Mar del Norte, llamado 'Doggerland', y continúan recuperándose más.
Hay muchas más especies encontradas para el período que las que se pueden mostrar aquí. La mayoría de las familias eran más diversas de lo que son hoy, y lo fueron aún más en el último interglacial. Una gran extinción, especialmente de mamíferos, continuó durante todo el final del Pleistoceno, y puede continuar hoy.

## Evidencias
El Dryas Antiguo es un período de enfriamiento durante el calentamiento de Bølling-Allerød, estimado entre 13.900 y 13.600 años AP, y las edades estimadas pueden variar utilizando diferentes métodos de datación por edad. Numerosos estudios sobre cronología y paleoclima de la última deglaciación muestran un evento de enfriamiento dentro del calentamiento de Bølling-Allerød que refleja la ocurrencia del Dryas Antiguo. La determinación de las paleotemperaturas varía de un estudio a otro dependiendo de la muestra recolectada. Las mediciones de δ18O son más comunes cuando se analizan muestras de núcleos de hielo, mientras que los patrones de abundancia cambiante de fauna y flora son más comúnmente usados al examinar los sedimentos de los lagos. Los cinturones de morrena generalmente se estudian en lugares con representación paleoglaciar. En cuanto a los sedimentos oceánicos, las variaciones de los niveles de alquenonas y las abundancias faunísticas se midieron para modelar las paleotemperaturas en estudios separados que se muestran en las siguientes secciones.

### Evidencia en muestras de hielo δ18O
Los miembros del Proyecto de muestras de hielo de Groenlandia (Greenland Ice Core Project, GRIP) perforaron un núcleo de hielo no perturbado del norte de Groenlandia (75.1 8N, 42.3 8W). El registro del núcleo de hielo mostró una oscilación fría entre 14.025 y 13.904 años AP, que se refleja en el aumento de δ18O durante este período. Esta oscilación fría también se observó en registros anteriores de núcleos de hielo (GRIP y GISP2) perforados a principios de la década de 1990 por miembros del GRIP.

## Evidencia en sedimentos de lago
Un estudio múltiple sobre sedimentos lacustres glaciares tardíos de paleolago de Moervaart muestra múltiples evidencias en varios aspectos para apoyar el Dryas Antiguo.
El sedimento del lago tenía una superficie erosiva antes del Dryas Antiguo, lo que sugiere un cambio a un clima más frío. La observación de microestructuras de los sedimentos muestra que se observaron cuñas de suelo fósil o grietas de escarcha en la parte superior de los depósitos del Dryas Antiguo, lo que indica temperaturas medias anuales del aire por debajo de -1 a 0 °C e inviernos fríos. Esta conclusión también está respaldada por la presencia de Juniperus, que indica una cubierta de nieve protectora en invierno. Este cambio también se muestra en los registros de los sitios de Rieme en el Great SandRidge de Maldegem-Stekene en Snellegem en el noroeste de Bélgica, y muchos otros sitios en el noroeste de Europa.
Las mediciones de Δ18O|δ18O muestran una tendencia decreciente en la transición al Dryas Antiguo, que corresponde al registro de precipitación del núcleo de hielo en el hemisferio norte.
El análisis de polen muestra una disminución temporal en los niveles de polen de árboles y arbustos con un aumento a corto plazo del polen herbáceo. El patrón de polen modificado sugiere una mayor abundancia de hierba, así como una retirada de árboles y arbustos. El cambio en la distribución de la vegetación indica además un clima más frío y seco durante este período. En cuanto a la evidencia de plantas acuáticas, los taxones botánicos acuáticos y semiacuáticos muestran una fuerte disminución, lo que sugiere niveles de lago más bajos causados por un clima más seco. El clima más seco también se refleja en el aumento de la salinidad indicado por el análisis de diatomeas.
El cambio de la población de quironómidos también indica un clima más frío. Los Microtendipes son un indicador de temperatura intermedia en depósitos glaciares tardíos en el norte de Europa (Brooks y Birks, 2001). La abundancia de microtendipes alcanzó su punto máximo en la primera parte del Dryas Antiguo, lo que sugiere una oscilación fría. Los datos de moluscos (Valvata piscinalis como indicador de agua fría) sugieren una temperatura más baja en verano en comparación con el período anterior de Bølling.

## Evidencia en sedimentos oceánicos
Investigaciones recientes sobre la temperatura de la superficie del mar (TSM) durante los últimos 15.000 años en el sur de Okinawa modelaron el paleoclima del núcleo de sedimentos oceánicos (ODP 1202B) utilizando un análisis de alquenonas. Los resultados muestran una etapa de enfriamiento de 14.300 a 13.700 años AP entre las fases cálidas de Bølling y Allerød, que corresponde al evento del Dryas Antiguo.
Otro estudio sobre un núcleo de sedimentos oceánicos de la fosa noruega también sugiere un enfriamiento entre las fases cálidas de Bølling y Allerød. El estudio de la fauna polar glacial en el núcleo de sedimentos oceánicos Troll 3.1 basado en la abundancia de Neogloboquadrina pachyderma sugiere que hubo dos eventos de enfriamiento antes del Dryas Reciente en los que uno de los eventos ocurrió dentro del interestadial de Bølling-Allerød y puede asociarse con el Dryas Antiguo.

## Evidencia en morrenas
El estudio sobre el cambio climático glacial tardío en White Mountains (New Hampshire) refinó la historia de la deglaciación del sistema de morrenas de White Mountain (WMMS) mediante el mapeo de cinturones de morrenas y secuencias de lagos relacionados. El resultado sugiere que el avance de Littleton-Bethlehem (L-B) de la capa de hielo ocurrió entre 14.000 y 13.800 años AP. El avance de L-B coincidió con los eventos del Dryas Antiguo y proporcionó la primera evidencia bien documentada y Datada del Dryas Antiguo.
Otro estudio de cronología glacial y paleoclima en la morrena sugiere una oscilación fría en el segundo glacial tardío (LG2) después del primer avance glacial tardío (LG1) alrededor de 14.000±700 a 13.700±1200 años AP. La oscilación fría LG2 alrededor de 14.000 años AP puede corresponder al enfriamiento del Interestadial 1 de Groenlandia  (GI-1-Dryas Antiguo) que ocurrió alrededor del mismo período de tiempo, que es la primera evidencia cronológica que apoya la presencia del Dryas Antiguo en Las montañas Tatra.

## Flora
Las especies más antiguas de Dryas generalmente se encuentran en sedimentos debajo de la capa inferior de la turbera. Las especies indicadoras son las plantas alpinas:
- Betula pubescens o abedul pubescente (Europa Central)
- Pinaceae o familia del pino (Polonia)
- Dryas octopetala, o dryas
- Salix herbacea, o sauce enano
- Oxyria digyna, o acedera de montaña

Las especies de pastizales son las siguientes:
- Artemisia, artemisa o ajenjo
- Ephedra, o abeto común
- Hippophae

## Fauna
Una biozona bien surtida prevaleció en las llanuras y matorrales árticos del Pleistoceno tardío. Los mamíferos de las llanuras fueron los más predominantes:
Artiodáctilos:
- Bison priscus, bisonte de estepa
- Rangifer tarandus, reno o caribú
- Megaloceros giganteus, alce irlandés
- Alces alces, alce
- Cervus elaphus, ciervo rojo
- Ovibos moschatus, buey almizclero
- Saiga tatarica, saiga

Perisodáctilos:
- Equus ferus, caballo salvaje. Muchos autores se refieren a él como 'Equus caballus', pero el último término está más correctamente reservado para el caballo doméstico. Se presume que ferus es una o más poblaciones ancestrales o relacionadas con el caballus y se ha descrito como 'caballina'.
- Coelodonta antiquitatis, rinoceronte lanudo

Proboscidea:
- Mammuthus primigenius, mamut lanudo

Grandes cantidades de Carnivora:
Ursidae:
- Ursus arctos, oso pardo
- Ursus spelaeus, oso de las cavernas

Hyaenidae:
- Crocuta crocuta, hiena manchada

Felidae:
- Panthera spelaea, león de las cavernas

Canidae:
- Canis lupus, lobo
- Alopex lagopus, zorro ártico

Mustelidae:
- Gulo gulo, glotón

El mar también tenía sus carnívoros. Su ubicación marítima les hizo sobrevivir hasta los tiempos modernos: 
Phocidae:
- Pagophilus groenlandica, foca arpa
- Pusa hispida, foca anillada

Odobenidae:
- Odobenus rosmarus, morsa

De los cetáceos Odontoceti, los Monodontidae:
- Delphinapterus leucas, beluga

Delphinidae:
- Orcinus orca, orca

De los misticetos Eschrichtiidae:
- Eschrichtius robustus, ballena gris

La parte superior de la cadena alimenticia estaba apoyada por un gran número de animales más pequeños, que vivían en la manta herbácea que cubría la tundra o la estepa y ayudaban a mantenerla portando semillas, abonándola y aireándola.
Leporidae:
- Lepus tanaiticus, liebre

Ochotonidae:
- Ochotona spelaeus, pika

Cricetidae:
- Lemmus obensis, lemming siberiano
- Dicrostonix, lemming con collar
- Lagurus lagurus, lemming de la estepa
- Microtus gregalis, campañol de cabeza estrecha
- Arvicola amphibius, rata topera

Sciuridae:
- Spermophilus, ardilla de tierra

Dipodidae:
- Allactaga jaculus, jerboa

## Humanos
Eurasia fue poblada por el Homo sapiens sapiens (hombre de Cro-Magnon) durante el Paleolítico Superior tardío. Bandas de humanos sobrevivieron cazando los mamíferos de las llanuras. En el norte de Europa preferían los renos y en Ucrania el mamut lanudo. Vivían en chozas y fabricaban herramientas alrededor de fogatas. Los albergues ucranianos se apoyaban en colmillos de mamut. Los humanos ya estaban establecidos en Siberia y en América del Norte.
Se han encontrado dos tipos de perros domésticos (Canis familiaris) a finales del Pleistoceno en Ucrania y eran una raza fuerte, similar a un gran danés, quizás útil para hacer caer a los Elephantidae. La gran cantidad de huesos de mamut encontrados hace suponer, que incluso entonces, los Elephantidae en Europa se acercaban al límite de su edad. Sus huesos se utilizaron para muchos propósitos, incluyendo objetos de arte.
La cultura del Paleolítico Superior tardío no fue uniforme. Se definieron muchas tradiciones locales. La cultura de Hamburgo había ocupado las tierras bajas y el norte de Alemania antes del Dryas Antiguo. Durante ese período, contemporáneos con el Grupo de Havelte del Hamburgo tardío, apareció la cultura Federmesser y ocupó Dinamarca y el sur de Suecia, siguiendo a los renos. 